# Марченко Тамара Анатоліївна
Тамара Анатоліївна Марченко (1 березня 1951, с. Слобідка Чернігівської області) — Заслужений учитель України, поетеса.

## Біографія
Тамара Анатоліївна Марченко народилася в учительській родині у селі Слобідка на Чернігівщині. Закінчила 1968 року Березівську середню школу, потім у 1973 році філологічний факультет Ніжинського педінституту імені М. Гоголя. Із 1973 року учителювала в Пустовійтівській школі Роменського району Сумської області, викладала російську мову і літературу, зарубіжну літературуя

## Досягнення
- Заслужений вчитель УРСР (1988).

## Творчість
Тамара Анатоліївна Марченко — автор збірок поезій «Мій Едем» (2011), «Не зупиняйся!» (2014) та повісті «Пензлю, небо твори!» (2014), статей у періодиці України та Росії.